# Nemapogon teberdellus
Nemapogon teberdellus är en fjärilsart som beskrevs av Aleksei Konstantinovich Zagulajev 1963. Nemapogon teberdellus ingår i släktet Nemapogon och familjen äkta malar. Inga underarter finns listade i Catalogue of Life.